# Pilea elizabethae
Pilea elizabethae är en nässelväxtart som beskrevs av Fawcett och Rendle. Pilea elizabethae ingår i släktet pileor, och familjen nässelväxter. Inga underarter finns listade i Catalogue of Life.